# Zbigniew Jasiewicz
Zbigniew Jan Jasiewicz (ur. 10 czerwca 1934 w Poznaniu) – polski etnolog.

## Życiorys
Uzyskał tytuł magistra z zakresu archeologii. Prowadził wieloletnie badania w Azji, m.in. przedmiotem jego zainteresowania byli Uzbecy. Zajmuje się także historią etnologii polskiej, rodziną oraz etnicznością.
Profesor doktor habilitowany, wieloletni wykładowca etnologii w Instytucie Etnologii i Antropologii Kulturowej na Wydziale Historycznym Uniwersytetu im. Adama Mickiewicza w Poznaniu. Pracownik Zakładu Studiów Pozaeuropejskich.
W latach 1969–1975 prodziekan i dziekan Wydziału Filozoficzno-Historycznego. Od 1979 kierownik Katedry Etnografii, którą w roku 1982 przekształcono w Instytut Etnologii, którym zarządzał do 1993 (rok wcześniej placówka uzyskała nazwę Instytut Etnologii i Antropologii Kulturowej).
W 2007 został odznaczony Srebrnym Medalem „Zasłużony Kulturze Gloria Artis”.

## Książki
- Studia historyczno-etnograficzne nad kowalstwem wiejskim w Wielkopolsce, Poznań 1963
- Uzbecy: studia nad przeobrażeniami społeczno - kulturowymi w XIX i XX wieku, Poznań 1969
- Rodzina wiejska na Ziemi Lubuskiej: studium przeobrażeń rodziny na podstawie badań etnograficznych w wybranych wsiach, Poznań 1977
- Genealogia i powiązania krewniacze w etnograficznych badaniach nad rodziną, Poznań 1980